# IC 4837
</tr 
IC 4837 је спирална галаксија у сазвјежђу Телескоп која се налази на листи објеката дубоког неба у Индекс каталогу.
Деклинација објекта је - 54° 39' 43" а ректасцензија 19h 15m 14,2s. Привидна величина (магнитуда) објекта IC 4837 износи 12,3 а фотографска магнитуда 13,0. Налази се на удаљености од 34,7</tr милиона парсека од Сунца. IC 4837 је још познат и под ознакама ESO 184-46, AM 1911-544, IRAS 19112-5444, PGC 62963.